# Лойкі (Сілезьке воєводство)
Лойкі (пол. Łojki) — село в Польщі, у гміні Бляховня Ченстоховського повіту Сілезького воєводства.
Населення — 1301 особа (2011).
У 1975-1998 роках село належало до Ченстоховського воєводства.

## Демографія
Демографічна структура станом на 31 березня 2011 року:
|          | Загалом | Допрацездатний вік | Працездатний вік | Постпрацездатний вік |
| -------- | ------- | ------------------ | ---------------- | -------------------- |
| Чоловіки | 606     | 118                | 435              | 53                   |
| Жінки    | 695     | 141                | 417              | 137                  |
| Разом    | 1301    | 259                | 852              | 190                  |